# Artizam
Artizam (latinski ars, artis  umjetnost) u umjetnosti, virtuozno svladavanje tehničkih i formalnih elemenata, čime se često prikriva nedostatak invencije i individualnog izraza.